# Lijst van spelers van Akhisar Belediyespor
Dit is een lijst van voetballers die in heden en in het verleden hebben gespeeld voor Akhisar Belediyespor. De spelers zijn alfabetisch gerangschikt.

## A
- Olcan Adın
- Enoch Adu
- Önder Akdağ
- Burak Akyıldız
- Emin Aladağ
- Ahmet Altın
- Mustafa Aşan
- Timuçin Aşcıgil
- Çağdaş Atan
- Hakan Ateş
- Soner Aydoğdu

## B
- Hélder Barbosa
- Ömer Bayram
- Theódór Elmar Bjarnason
- Jeremy Bokila

## C
- Mervan Celik
- Muğdat Çelik
- Sokol Cikalleshi
- Edin Cocalić
- Halil Çolak
- Custódio

## D
- Oğuz Dağlaroğlu
- Uğur Demirok
- Gökhan Dincer
- Arnaud Djoum

## E
- Marvin Emnes
- Emrah Eren
- Selçuk Evcim

## G
- Serkan Gaşi
- Theofanis Gekas
- Luciano Guaycochea

## H
- Paulo Henrique
- Özer Hurmacı

## I
- Sedat İrfan

## J
- Josué

## K
- Hasan Kabze
- Okan Karabulut
- Ibrahim Kaş
- Levent Kartop
- Serdar Kesimal
- Bilal Kısa
- Bahattin Köse

## L
- Daniel Larsson
- Miguel Lopes
- Lomana LuaLua

## M
- Bruno Mezenga
- Elvis Manu
- Geoffrey Mujangi Bia

## N
- Landry N'Guémo
- Oumar Niasse
- Dany Nounkeu
- Saidi Ntibazonkiza

## O
- Emre Okur
- Özgürcan Özcan
- Bilal Özdemir
- Kenan Özer
- Şehmus Özer
- İsmail Özeren
- Bekir Öztürk
- Evren Özyiğit

## R
- Adrien Regattin
- Hugo Rodallega

## S
- Oğuz Sabankay
- Leocísio Sami
- Gideon Adinoy Sani
- Jevhen Seleznjov
- Ivan Sesar
- Ibrahima Sonko
- Tuncay Süren

## T
- Anıl Taşdemir
- Emrah Tuncel
- Murat Türkkan

## U
- Taylan Uzunoğlu

## V
- Ricardo Vaz Tê
- Avdija Vršajević
- Güray Vural

## Y
- Hüseyin Yalçın
- Serkan Yalçın
- Erman Yıldırım
- Mehmet Yılmaz
- Musa Sinan Yılmazer
- Merter Yüce

## Z
- Kerim Zengin
- Didier Zokora